# Wołodymyr Hreber
Wołodymyr Martynowycz Hreber (ukr. Володимир Мартинович Гребер, ros. Владимир Мартынович Гребер, Władimir Martinowicz Griebier; ur. 26 października?/8 listopada 1911 w Jekaterynosławiu, zm. 1 września 1965 w Kijowie) – ukraiński piłkarz pochodzenia żydowskiego, grający na pozycji pomocnika, trener piłkarski.

## Kariera piłkarska

### Kariera klubowa
W 1929 rozpoczął karierę piłkarską w drużynie juniorskiej Zakładu Metalurgicznego w Dniepropetrowsku. Następnie w latach 1930-1931 występował w zespole branży handlowej Sowtorgsłużaszczije Dniepropetrowsk. Od 1932 bronił barw Dynama Dniepropetrowsk. W maju 1936 przeszedł do Dynama Kijów, w którym występował przez 8 lat z przerwą w okresie wojennym. W 1947 zakończył karierę piłkarską.

### Kariera reprezentacyjna
Bronił barw reprezentacji Dniepropetrowska (1933-1935), Kijowa (1936-1940), Ukraińskiej SRR (1934) oraz ZSRR (1935 - nieoficjalny).

## Kariera trenerska
Po zakończeniu kariery zawodniczej w 1947 był jednym z założycieli Szkoły Piłkarskiej nr 1 w Kijowie, w której pracował jako trener. W 1955 pomagał trenować Metałurh Dniepropetrowsk, a od 1960 prowadził kluby Polissia Żytomierz, Zirka Kirowohrad, Trubowyk Nikopol i Kołhospnyk Czerkasy.

## Sukcesy i odznaczenia

### Sukcesy klubowe
- wicemistrz ZSRR: 1936 (wiosna)
- brązowy medalista Mistrzostw ZSRR: 1937
- zdobywca Pucharu Ukraińskiej SRR: 1937, 1938

### Sukcesy indywidualne
- wybrany do listy 55 najlepszych piłkarzy ZSRR: Nr 3 (1938)

### Odznaczenia
- tytuł Mistrza Sportu ZSRR
- Order Wojny Ojczyźnianej II stopnia oraz Czerwonej Gwiazdy za udział w operacjach bojowych w II wojnie światowej.